# Гамбия на летних Олимпийских играх 2004
Гамбия принимала участие в Летних Олимпийских играх 2004 года в Афинах (Греция) в шестой раз за свою историю, но не завоевала ни одной медали. Страну представляли 1 мужчина и 1 женщина.

## Лёгкая атлетика
Спортсменов — 2
Мужчины
| Спортсмен            | Вид  | Забег     | Забег | Четвертьфинал | Четвертьфинал | Полуфинал | Полуфинал | Финал     | Финал     |
| Спортсмен            | Вид  | Результат | Место | Результат     | Место         | Результат | Место     | Результат | Место     |
| -------------------- | ---- | --------- | ----- | ------------- | ------------- | --------- | --------- | --------- | --------- |
| Джейсума Саиди Ндуре | 100м | 10,26     | 3     | 10,39         | 8             | Не прошёл | Не прошёл | Не прошёл | Не прошёл |
| Джейсума Саиди Ндуре | 200м | 20,78     | 5     | 20,73         | 6             | Не прошёл | Не прошёл | Не прошёл | Не прошёл |

Женщины
| Спортсмен    | Вид   | Забег     | Забег | Полуфинал | Полуфинал | Финал     | Финал     |
| Спортсмен    | Вид   | Результат | Место | Результат | Место     | Результат | Место     |
| ------------ | ----- | --------- | ----- | --------- | --------- | --------- | --------- |
| Адама Нджийе | 800 м | 2.10,02   | 7     | Не прошла | Не прошла | Не прошла | Не прошла |